# Gaius Memius (aedilis plebis)
Gaius Memmius C. f. was een Romeins politicus in de 3e eeuw v.Chr.
Hij schijnt de eerste aedilis plebis te zijn geweest die de Cerealia ter ere van Ceres vierde. Daar we weten dat dit feest in 202 v.Chr. al tot de vaste taken van de aediles plebis schijnt te hebben gehoord, moeten we zijn aedielschap ervoor dateren. En omdat we een lijst hebben van de aediles van 210 v.Chr. tot 198 v.Chr., waarin zijn naam niet voorkomt, moeten het zelf voor 210 v.Chr. dateren. We weten dit door een muntreeks die door hem zijn geslagen met het opschrift "MEMMIVS. AED. CERIALIA. PREIMVS. FECIT" ("Memmius de Aed(ilis) organiseerde als eerste de Cerialia").
Op de voorzijde van de munt is een gelauwerd, bebaard gezicht van Quirinus afgebeeld met in de legende "C. MEMMI. C. F." ("van Gaius Memmius Gaius’ zoon") en "QVIRINVS" achter het hoofd. Op de keerzijde is een gezeten Ceres afgebeeld met een toorts en drie graanaren in haar hand en een slang aan haar voeten. In de legende vinden we het opschrift "MEMMIVS. AED. CERIALIA. PREIMVS. FECIT".
Een andere munt toont het hoofd van Ceres met een kroon van graan, een kruisvormige oorbel en met in de legende "C. MEMMI. C. F.". Aan de keerzijde is een naakte gevangene met achter zijn rug gebonden handen afgebeeld, die kniel voor een trophaeum en met errond het opschrift "C. MEMMIVS IMPERATOR". Dit lijkt er op te wijzen dat Gaius Memmius een ambt met imperium (praetor of consul) bekleedde en tot imperator werd uitgeroepen. Het is evenwel niet zeker of deze munt ook effectief tot dezelfde Gaius Memmius behoort.